# Villar (Castropol)
Villar (oficialmente y en asturiano: Vilar) es una casería de la parroquia de Presno, concejo de Castropol, en la comarca del Eo-Navia, Principado de Asturias, España.